# 1362
1362. је била проста година.